# 于子提
于子提（?—?），代人，南北朝時期北魏将领。西魏、北周名將于谨的父亲。

## 生平
于子提的曾祖父于天恩的官至內行長、遼西郡太守。死後贈平東將軍、燕州刺史。祖父于仁生，官至太中大夫。父亲于安定為平原郡太守、高平郡都將。
于子提官至隴西郡守、茂平縣伯。北周保定二年（562年），周武帝以其子于謹功勳卓著，追贈于子提為太保、建平郡公。
于子提的曾祖父于天恩《北史》记载是北魏名将于栗磾之孫，侍中及尚書令于洛拔的兒子，車騎大將軍于烈、于劲之弟。中华书局本《北史》校勘记据于谨的生年推算其曾祖于天恩不可能是于劲的弟弟，进而怀疑北史记载的可靠性，并推测北史的记载是据“于氏家传”。